# Allium tenuiflorum
Allium tenuiflorum là một loài thực vật có hoa trong họ Amaryllidaceae. Loài này được Ten. mô tả khoa học đầu tiên năm 1811.